# Escudo del Huila
El escudo del Huila es el principal emblema y uno de los símbolos oficiales del departamento colombiano del Huila. Fue creado mediante decreto n.º 080 y definida su descripcíón mediante decreto n.º 468 de 1957.

## Diseño y significado de los elementos
|  | El escudo oficial del departamento del Huila está blasonado así: Escudo de forma suiza, terciado en banda. Primero, de azur, el perfil del Nevado del Huila en plata, con cuatro cumbres. Sobre ella un sol de oro de dieciséis rayos, ocho de ellos rectos y los restantes ocho ondulados, puestos alternadamente. Segundo, banda de plata. Tercero, de gules, cornucopia de oro vertiendo frutos, todos ellos en su color. Bordura de oro cargada de siete estrellas de gules, puestas simétricamente. Al timbre yelmo en azur acompañado de lambrequines de oro y gules. |

El escudo consta de un campo terciado en banda. En dichos campos se sitúan los siguientes elementos:
- La banda superior, de color azul, contiene una montaña de cuatro cimas o picos, en representación del Nevado del Huila, una de las máximas cumbres andinas y el cual da nombre al territorio. Sobre esta se encuentra un Sol de oro rodeado de 16 rayos, la mitad rectos y la otra mitad ondeados, puestos alternadamente. Significa verdad, unidad, claridad, gracia, majestad, abundancia y riqueza.

- La banda media, de color plata, denota con su color pureza, integridad, obediencia, firmeza, vigilancia y elocuencia. Simboliza el río Magdalena, que divide en dos partes iguales al departamento del Huila.

- La franja inferior, de color rojo, contiene una cornucopia vertiendo frutos de la región. El color del campo simboliza la sangre derramada por los hijos del Huila en aras de la patria, y  denota también fortaleza, victoria y alteza.

El blasón se encuentra definido por una bordura de oro con siete estrellas en su interior. el color dorado simboliza nobleza, magnanimidad, riqueza, poder, luz, constancia y sabiduría; las estrellas reflejan felicidad, grandeza, verdad, luz, majestad y paz.
Como timbre del escudo se tiene un yelmo de color azul en la parte superior; con ello simboliza la nobleza de la sangre de los hijos del Huila. De este casco se desprenden los adornos del escudo, en forma de hojas de acanto comúnmente llamadas lambrequines en heráldica. Están blasonadas de gules y oro.